# Инклюзивный детский отдых
Инклюзивный детский отдых (фр. inclusif-включающий в себя, лат. include-заключаю, включаю, вовлекаю) — отдых, направленный на активное включение детей с ограниченными возможностями здоровья (ОВЗ) в среду сверстников, не имеющих таких ограничений.
Инклюзивный детский отдых является значимой частью комплекса мер по интеграции людей с инвалидностью в общество.
Актуальность проблемы инклюзивного отдыха связана с тем, что число детей с ОВЗ и детей с инвалидностью в Российской Федерации по-прежнему достаточно велико: если в 2012 году их насчитывалось 571,5 тысячи человек, то в 2015 году уже 612 тысяч человек. На сегодняшний день это около 2 % от общего количества детей в стране.
Согласно Конвенции о правах инвалида, ребенок с инвалидностью имеет право на отдых и досуг, который дает возможность восстановить силы, укрепить здоровье, а также заниматься творчеством и получать новые яркие и запоминающиеся впечатления наравне с другими детьми. А также в настоящее время на территории РФ равные права всех граждан, вне зависимости от состояния здоровья, гарантируются Конституцией РФ.

## История вопроса
Современная концепция инклюзивного отдыха в России сегодня только закладывается. Толчком для ее развития стали изменения в законодательстве, после вступления в силу которых был снят ряд ограничений, и дети с особенностями здоровья получили возможность отдыха в детских лагерях.
В начале июня 2015 года общественность обсуждала новость о том, что воспитанников трёх интернатов для умственно отсталых детей — 15-го, 28-го и «Южное Бутово» — не пустили на смену в двух детских лагерях, «Ракета» и ДЦО «Заря». Новость получила широкое обсуждение в социальных сетях. Большинство пользователей осуждали руководителей лагерей, отказавшихся принять на отдых детей с ОВЗ, но в то же время с сожалением признавали тот факт, что для отдыха таких детей в летних лагерях нет условий и материальной базы.

## Классификация
Условно можно разделить виды отдыха детей с инвалидностью по двум критериям:
По степени самостоятельности:
- Отдых в сопровождении родителей, законных представителей или кураторов
- Отдых без сопровождения родителей

По способу формирования детских групп:
- Отдых группами, состоящими только из детей с инвалидностью
- Инклюзивный детский отдых

Задачами инклюзивного детского отдыха, помимо общего оздоровления детей с ОВЗ, могут быть:
- Социальная интеграция детей с ОВЗ в среду обычных сверстников;
- Создание опыта жизни вне дома, без родителей и родственников;
- Создание опыта взаимодействия с новыми людьми, детьми и взрослыми;
- Выработка у детей навыков бытового самообслуживания;
- Формирование позитивного общественного мнения и толерантного отношения детей нормы и взрослых к особенным детям.

Главная же цель инклюзивного отдыха — стирание границ между обычными и особенными детьми.

## Первые инклюзивные смены в России
Изменения в законодательстве предоставили возможность детям с инвалидностью отдыхать во всех детских лагерях независимо от их организационно-правовых форм и форм собственности. В России появились первые, пока экспериментальные, инклюзивные программы детского отдыха, организованные как государственными, так и частными компаниями. Одним из первых организаторов инклюзивных смен в детских лагерях стала компания Мосгортур. Среди первых инклюзивных смен МОСГОРТУРа были и две «Солнечные смены» (с участием детей с синдромом Дауна, то есть «солнечных детей»). Первая такая смена состоялась в июне, вторая в августе 2015 года в подмосковном лагере «Радуга». В ней приняли участие пять подростков с синдромом Дауна, которые отдыхали вместе со 150 обычными детьми из московских семей.
На февраль 2017 года МОСГОРТУР является единственной компанией в индустрии, которая системно занимается развитием инклюзивного детского отдыха в России. С 2015 года усилиями сотрудников организации было подготовлено более 10 инклюзивных смен, на которых вместе с обычными детьми отдохнули более 5000 детей с нарушениями опорно-двигательного аппарата, слуха, с синдромом Дауна.
Работы с инклюзиями ведутся по пяти направлениям:
- семейный отдых без учета нозологии детей, когда семьи с детьми-инвалидами отдыхают вместе с обычными семьями по универсальным программам и диагнозы детей не известны заранее;
- семейный отдых с учетом нозологии ребенка, когда семьи с детьми-инвалидами отдыхают вместе с обычными семьями, но типы инвалидности известны заранее и программа составлена с учетом особенностей детей;
- непредвиденная инклюзия, когда заранее не известны ни типы инвалидности, ни количество детей, а программу приходится адаптировать на ходу; подготовленная инклюзия — тип инвалидности и количество детей известны заранее. Есть возможность провести полный цикл подготовки программы, инфраструктуры, вожатых и самих детей;
- отдых детей с тяжелыми, множественными нарушениями развития без родителей — тип инвалидности и количество детей известны заранее, проведена соответствующая подготовка инфраструктуры, особых условий реализации программы. Дети нуждаются в сопровождении воспитателей, педагогов и волонтеров.

По мнению специалистов, для успешной реализации поставленных задач в лагере должно быть не более 10-15 % детей с ОВЗ.
Помимо МОСГОРТУРа, развитием инклюзивного детского отдыха занимается Национальная ассоциация развития образования "Тетрадка Дружбы" (г. Пермь). С 2016 года Ассоциация три раза в год (во время школьных каникул) проводит смены инклюзивного лагеря "Дружный". В сменах лагеря принимают участие дети с разными формами инвалидности, а также их здоровые сверстники. Возраст участников - от 5 до 25 лет. При необходимости поехать в лагерь могут родители (с детьми, которые не способны к самообслуживанию). 
Общее количество участников каждой смены - около 80. Каждую смену в лагере создается 7-8 инклюзивных отрядов, соотношение детей с инвалидностью и здоровых ребят в них - 50/50 (10-12 человек в отряде, 5 из них с инвалидностью, 5 здоровые). 
Работа в лагере ведется по трем основным направлениям: 
- спортивно-интерактивная реабилитация. В рамках смен с детьми работаю специалисты по адаптивной физкультуре, проводятся спортивные инклюзивные соревнования, адаптированные для детей с любым уровнем физических возможностей;
- творческая социализация. Ежедневно участники смены выполняют различные творческие задания, которые развивают мышление, креатив. Благодаря творческому компоненту дети становятся увереннее в себе, учатся выступать на сцене, открывают в себе новые таланты и возможности;
- профориентация. Образовательный компонент в смене направлен на получение новых знаний, навыков и компетенций, которые в дальнейшем дети могут применять в обычной жизни и профессиональной деятельности. Программа смены предусматривает ежедневные мастер-классы от кураторов (вожатых) лагеря и приглашенных специалистов.

В 2018 году инклюзивный лагерь "Дружный" стал официальным обладателем зарегистрированного товарного знака.
В 2018 году МОСГОРТУР выпустил книгу “Инклюзия в детском отдыхе”, которая стала первым в России методическим сборником по инклюзивному детскому отдыху для специалистов, родителей, педагогов, вожатых и администраторов лагерей.
В 2020 году книга “Инклюзия в детском отдыхе” была отмечена дипломом I степени в номинации “Лучшие методические материалы по подготовке вожатско-педагогического состава” на VIII Всероссийском открытом конкурсе программ и методических материалов.

## Положительные следствия инклюзивного отдыха
Для детей с ОВЗ:
Дети получают опыт самостоятельной жизни, учатся общаться с обычными сверстниками. Для некоторых из них лагерь — это единственная возможность провести длительное время без родителей. На сменах дети приобретают новые навыки, получают знания и раскрывают свои таланты.
Для обычных детей:
Дети учатся общаться с людьми, которые отличаются от них. Становятся доброжелательнее, терпимее. Видят сильные стороны детей с инвалидностью.